# Brassaiopsis simplex
Brassaiopsis simplex é uma espécie de Brassaiopsis nativa da Malásia.

## Sinônimo
- Wardenia simplex King